# Argyrochosma nivea
Argyrochosma nivea là một loài thực vật có mạch trong họ Adiantaceae. Loài này được (Poir.) Windham miêu tả khoa học đầu tiên năm 1987.